# Автомагистрала D46 (Чехия)
Автомагистрала D46 (на чешки: Dálnice D46) (до 31 декември 2015 г. Скоростен път R46 (на чешки: Rychlostní silnice R46)) е чешки магистрален път, свързващ Вишков с Оломоуц. Част от европейски маршрут E462.

## История
Изграждането на автомагистралата (по това време скоростен път) започва през 1972 г. с участъка от Оломоуц до границата на окръзите Оломоуц и Простейов. Изграждането на този участък е завършено през 1974 г. През 1970-те години са построени още няколко участъка, съединяващи Оломоуц с Простейов и Простейов с градчето Бродек у Простейова. През 1989 г. са построени 34 от 36 километра път и започва строителството на последния участък около Вишков, който е присъединен със скоростния път към магистрала D1. Това строителство е завършено през 1992 г.
След завършване на цялостното строителство, отделните части на пътя са подложени на преустройство. През 1999 г. е построено кръстовище с D35 около Оломоуц. В началото на 2000-те, връзката с D1 е заменена с детелина при продължаването на строителството на тази автомагистрала на изток. После са извършени изменения, свързани с повишаване на изискванията към високоскоростни пътища.
От 1 януари 2016 г. скоростния път R46 става автомагистрала D46.

### Участъци
| Маршрут                                              | Дължина  | Начало на строителство | Въвеждане в експлоатация |
| ---------------------------------------------------- | -------- | ---------------------- | ------------------------ |
| Автомагистрала D1 – Вишков                           | 1,425 км | 1989 г.                | 1992 г.                  |
| Вишков – Пустимерж                                   | 2,807 км | 1980-те                | 1989 г.                  |
| Пустимерж –Дрисице                                   | 2,290 км | 1980-те                | 1985 г.                  |
| Дрисице (обходен път)                                | 1,264 км | 1980-те                | 1983 г.                  |
| Дрисице – Желеч                                      | 1,197 км | 1970-те                | 1981 г.                  |
| Желеч                                                | 0,661 км | 1980-те                | 1992 г.                  |
| Желеч – Бродек                                       | 2,865 км | 1970-те                | 1979 г.                  |
| Броде у Простейов – Доброхов                         | 2,575 км | 1970-те                | 1978 г.                  |
| Доброхов – Врановице-Келчице                         | 1,160 км | 1970-те                | 1977 г.                  |
| Врановице-Келчице – Жешов                            | 2,489 км | 1970-те                | 1976 г.                  |
| Жешов – обходен път                                  | 2,067 км | 1970-те                | 1976 г.                  |
| Простейов – преминава през градската южна част       | 2,791 км | 1980-те                | 1989 г.                  |
| Простейов – преминава през естакада през Хана        | 2,360 км | 1984 г.                | 1989 г.                  |
| Държовице – обходен път                              | 3,175 км | 1980-те                | 1983 г.                  |
| Държовице –Олшани у Простейов                        | 1,533 км | 1970-те                | 1977 г.                  |
| Олшани – граница между окръзите Простейов и Оломоуц  | 3,351 км | 1970-те                | 1975 г.                  |
| граница между окръзите Простейов и Оломоуц – Оломоуц | 2,486 км | 1972 г.                | 1974 г.                  |